# 2044 Wirt
2044 Wirt este un asteroid din centura principală, descoperit pe 8 noiembrie 1950 de Carl Wirtanen.